# وثيقة حقوق

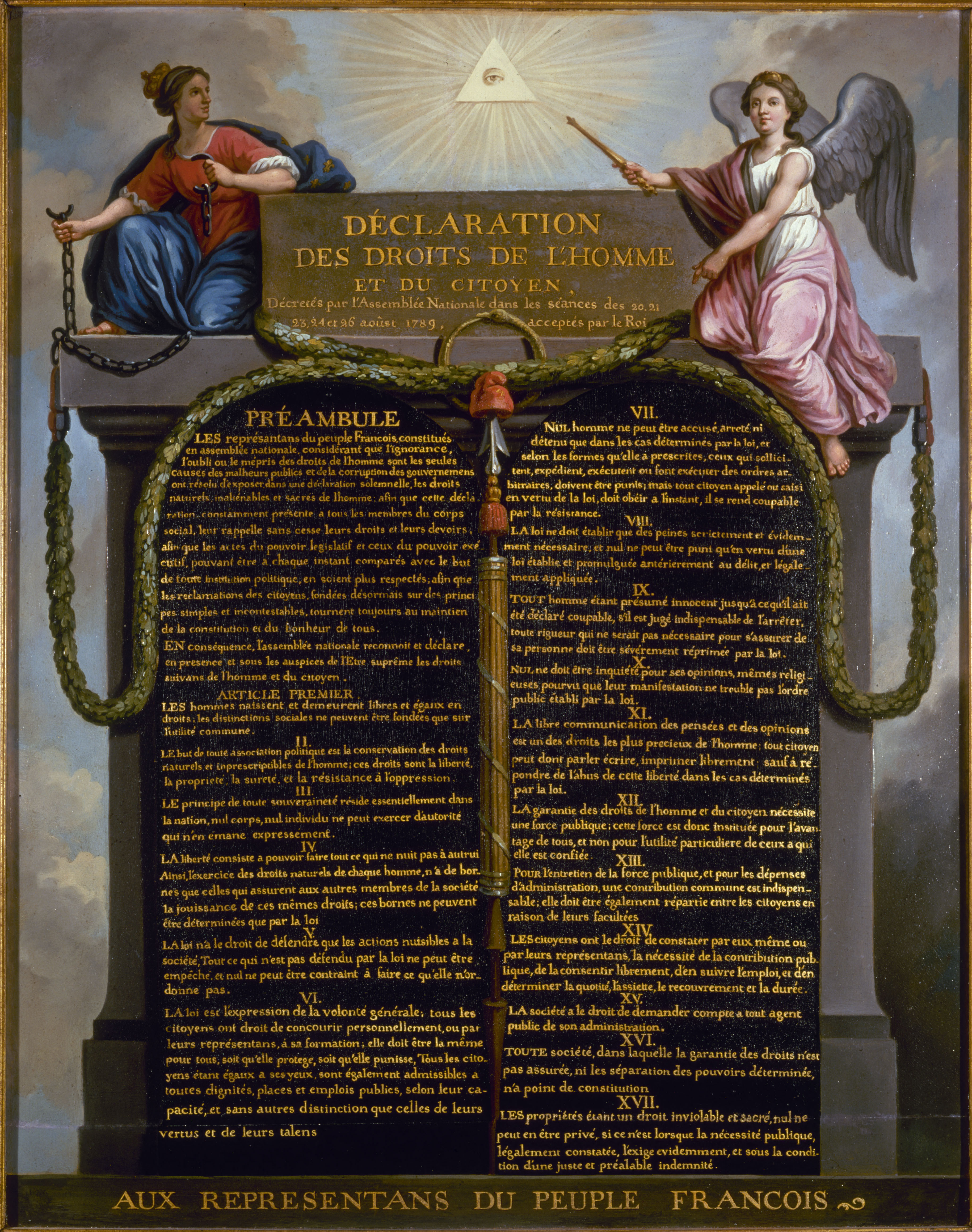
يعد إعلان حقوق الإنسان والمواطن العائد لعام 1789 وثيقةً تأسيسية للثورة فرنسية وتاريخ حقوق الإنسان ككل على مستوى العالم.

مسودة وثيقة حقوق الولايات المتحدة التي تعود أيضاً لعام 1789.

وثيقة الحقوق هي قائمة أو موجز حقوق الإنسان التي تعتبر هامة وأساسية من قبل مجموعة من الناس. والغرض من هذه القوانين هو حماية هذه الحقوق من الانتهاك ضد الشعب. مصطلح «وثيقة الحقوق» تأتي من بريطانيا، وانه يشير إلى حقيقة ان قانون الحقوق الإنجليزي هو حرفيا مشروع قانون، وهو القانون المقترح، الذي أصدره البرلمان في 1689.
وثائق حقوق الإنسان تتطلب الانفاذ السليم والدعم لكي تكون فعالة في حمايه الحقوق الواردة فيها.
وثيقة الحقوق المترسخة، كما هو معمول به هي صك قانوني منفصل التي تقع خارج الاختصاص العادي للهيئة التشريعية للبلد.

## وثائق حقوق مهمة
- شريعة حمورابي، (حرفيا «وضعت في الحجر»). واحدة من بين العديد من المدونات المماثلة هذه الفترة في الشرق الأوسط. وهي وثيقة من القوانين والعقوبات).
- وثيقة حقوق سايرس يسمح بحرية الدين والغاء الرق (559-530 قبل الميلاد ؛ الإمبراطورية الفارسيه (إيران)
- دستور اثينا القديمة، وارساء الديمقراطية الاثيني، والسماح القادة المنتخبين وفروع منفصلة للحكومة (508 ق. م.، اليونان)
- ماجنا كارتا (1215؛ إنجلترا)
- قانون الحقوق الإنجليزي وثيقة الحقوق 1689 (انكلترا) والمطالبة من حق (اسكتلندا)
- وثيقة الحقوق فرجينيا (يونيو 1776)
- ديباجة إعلان استقلال الولايات المتحدة (يوليو 1776)
- وثيقة الحقوق دستور الولايات المتحدة الأمريكية شرعة حقوق لدستور الولايات المتحدة (انجز في 1789، وصادقت في 1791)
- اعلان حقوق الإنسان والمواطن (1789 ؛ فرنسا)
- دستور اليونان (1822؛ إبيداوروس)
- الإعلان العالمي لحقوق الإنسان (1948)
- الحقوق والواجبات الأساسية للمواطنين في جمهورية الصين الشعبية (1949)
- الاتفاقية الأوروبية لحقوق الإنسان (1950)
- الحقوق الأساسية من المواطنين الهنود (1950)
- وثيقة الحقوق الكندية (1960)
- الميثاق الكندي للحقوق والحريات (1982)
- الفصل 5 دستور البرازيل (1988)
- نيوزيلندا قانون وثيقة الحقوق (1990)
- وثيقة الحقوق هونغ كونغ المرسوم (1991)
- قانون حقوق الإنسان لعام 1998 (المملكة المتحدة)
- دستور جنوب أفريقيا الفصل 2: شرعة الحقوق (1996)
- ميثاق الحقوق الاساسية للاتحاد الأوروبي (2006)